# Riccardia diminuta
Riccardia diminuta là một loài rêu trong họ Aneuraceae. Loài này được Schiffner mô tả khoa học đầu tiên năm 1898.